# A15 (motorväg, Belgien)

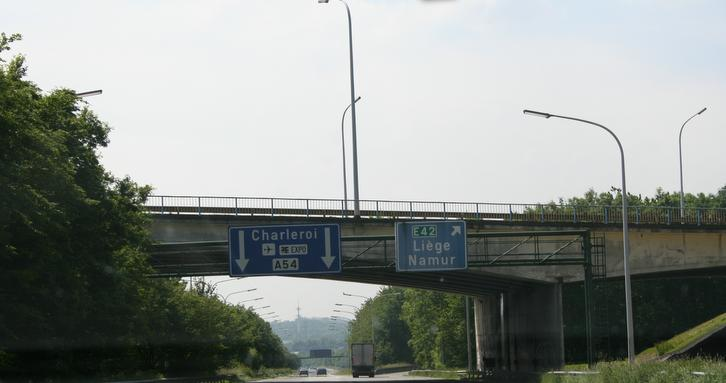
A15 slutar, A54 börjar

A15 är en motorväg i Belgien som går mellan La Louvière och Liège. Motorvägen går via Namur. 